# Іст-Гоуп (Айдахо)
Іст-Гоуп (англ. East Hope) — місто в окрузі Боннер, штат Айдахо, США. Згідно з переписом 2010 року населення становило 210 осіб, що на 10 осіб більше, ніж 2000 року.

## Географія
Іст-Гоуп розташований за координатами 48°14′22″ пн. ш. 116°17′23″ зх. д. / 48.23944° пн. ш. 116.28972° зх. д. (48.239526, -116.289649).  За даними Бюро перепису населення США в 2010 році місто мало площу 1,18 км², з яких 1,03 км² — суходіл та 0,15 км² — водойми. В 2017 році площа становила 1,10 км², з яких 1,08 км² — суходіл та 0,03 км² — водойми.

## Демографія

### Перепис 2010 року
Згідно з переписом 2010 року, у місті проживало 210 осіб у 109 домогосподарствах у складі 64 родин. Густота населення становила 202,7 особи/км². Було 181 помешкання, середня густота яких становила 174,7/км². Расовий склад міста: 98,1 % білих, 0,5 % індіанців, 0,5 % азіатів, 0,5 % тихоокеанських остров'ян і 0,5 % інших рас. Іспанці та латиноамериканці незалежно від раси становили 2,4 % населення.
Із 109 домогосподарств 13,8 % мали дітей віком до 18 років, які жили з батьками; 55,0 % були подружжями, які жили разом; 3,7 % мали господиню без чоловіка, і 41,3 % не були родинами. 34,9 % домогосподарств складалися з однієї особи, у тому числі 21,1 % віком 65 і більше років. У середньому на домогосподарство припадало 1,93 мешканця, а середній розмір родини становив 2,42 особи.
Середній вік жителів міста становив 58,5 року. Із них 12,4 % були віком до 18 років; 1,8 % — від 18 до 24; 16,2 % від 25 до 44; 39,6 % від 45 до 64 і 30 % — 65 років або старші. Статевий склад населення: 48,1 % — чоловіки і 51,9 % — жінки.
Середній дохід на одне домашнє господарство  становив 50 207 доларів США (медіана — 46 750), а середній дохід на одну сім'ю — 52 802 долари (медіана — 47 250). За межею бідності перебувало 24,7 % осіб, у тому числі 75,0 % дітей у віці до 18 років та 10,3 % осіб у віці 65 років та старших.
Цивільне працевлаштоване населення становило 62 особи. Основні галузі зайнятості: освіта, охорона здоров'я та соціальна допомога — 25,8 %, науковці, спеціалісти, менеджери — 22,6 %, мистецтво, розваги та відпочинок — 19,4 %.

### Перепис 2000 року
Згідно з переписом 2000 року, у місті проживало 200 осіб у 104 домогосподарствах у складі 68 родин. Густота населення становила 140,4 особи/км². Було 150 помешкань, середня густота яких становила 105,3/км². Расовий склад міста: 98,50 % білих, 0,50 % індіанців, 0,50 % азіатів, і 0,50 % людей, які зараховують себе до двох або більше рас. Іспанці та латиноамериканці незалежно від раси становили 0,50 % населення.
Із 104 домогосподарств 9,6 % мали дітей віком до 18 років, які жили з батьками; 63,5 % були подружжями, які жили разом; 2,9 % мали господиню без чоловіка, і 33,7 % не були родинами. 29,8 % домогосподарств складалися з однієї особи, у тому числі 11,5 % віком 65 і більше років. У середньому на домогосподарство припадало 1,92 мешканця, а середній розмір родини становив 2,33 особи.
Віковий склад населення: 10,5 % віком до 18 років, 2,5 % від 18 до 24, 14,0 % від 25 до 44, 31,0 % від 45 до 64 і 42,0 % років і старші. Середній вік жителів — 58 років. Статевий склад населення: 53,0 % — чоловіки і 47,0 % — жінки.
Середній дохід домогосподарств у місті становив US$30 417, родин — $37 500. Середній дохід чоловіків становив $35 938 проти $21 667 у жінок. Дохід на душу населення в місті був $18 184. Приблизно 3,2 % родин і 7,1 % населення перебували за межею бідності, включаючи жодного віком до 18 років і 12,3 % від 65 і старших.